# Triatló
Un triatló és una cursa multiesportiva de resistència que consisteix en nedar, anar en bicicleta i córrer a diferents distàncies. Els triatletes competeixen per aconseguir temps de finalització global més ràpid, corren cada segment seqüencialment amb el temps de transició entre les disciplines inclòs. La paraula és d'origen grec, de τρεῖς o treis (tres) i ἆθλος o athlos (competició).
L'esport té les seves arrels a les curses de diversos esdeveniments celebrats a França durant la dècada de 1920, mentre que va ser a finals de la dècada del 1970 que es van incorporar regles i curses més específiques al sud de Califòrnia a mesura que clubs esportius i esportistes van desenvolupar l'esport. Aquesta història ha fet que es creïn i encara existeixin variacions de l'esport. També va donar lloc a altres curses de tres etapes que també utilitzen el nom de triatló tot i no ser contínues o no estar formades per elements de natació, bicicleta i carrera.
Els triatletes entrenen per aconseguir resistència, força i velocitat. L'esport requereix un entrenament enfocat, persistent i perioditzat per a cadascuna de les tres disciplines, així com entrenaments combinats i condicionament general de la força.
Hi ha diferents distàncies:
- Distància Sprint: 0,750 km Natació, 20 km Ciclisme, 5 km Cursa a Peu.
- Distància Olímpica "A": 1,5 km Natació, 40 km Ciclisme, 10 km Cursa a Peu.
- Distància "B": 3,0 km Natació, 80 km Ciclisme, 20 km Cursa a Peu.
- Distància "C": 4,0 km Natació, 120 km Ciclisme, 30 km Cursa a Peu.
- Distància Ironman: 3,8 km Natació, 180 km Ciclisme, 42,195 km Cursa a Peu.

El segment de natació es desenvolupa en aigües obertes (llacs, pantans, platges, rius...) en un recorregut delimitat per boies. En ciclisme, els triatletes no poden rebre cap tipus d'ajuda externa (avaries, comunicacions...). La zona on es passa de natació a ciclisme i de ciclisme a cursa a peu es denomina àrea de transició. El triatleta que primer arriba a meta és el vencedor de la competició.
La complexitat del triatló rau en la necessitat de poder adquirir un domini tècnic i físic correcte en tres disciplines diferents, així com en les grans exigències fisiològiques. Elles són la base per poder dur a terme un posterior treball a nivell tàctic que interrelacioni totes tres.

## Història

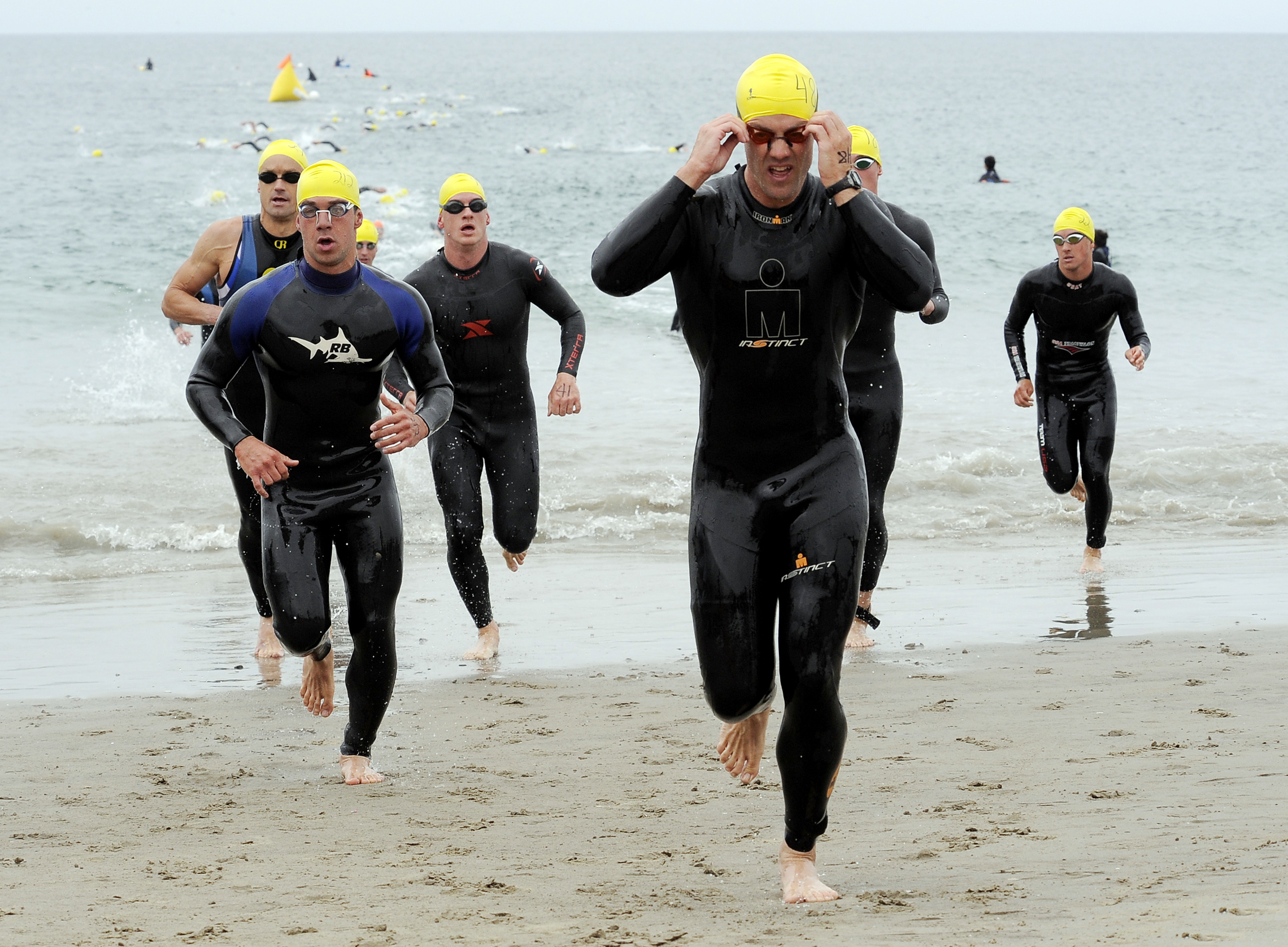
Triatletes finalitzant la prova de natació i dirigint-se a l'àrea de transició per a iniciar la prova de ciclisme.

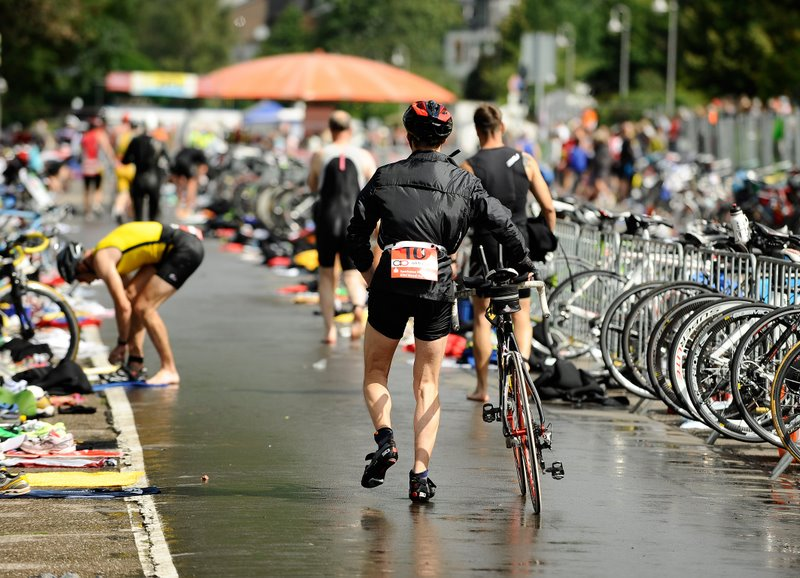
Àrea de transició on els triatletes agafen la bicicleta per a començar la prova de ciclisme.

Símbol del triatló als Jocs Olímpics.

El triatló comença, segons la llegenda popular, per una aposta entre marines americans, l'any 1978, a l'illa de Hawaii, per a dilucidar quin esport i, per tant, quin esportista seria el més dur i complet en el seu conjunt, un nedador, un atleta, o un ciclista, que donaria origen a l'actual Iron Man de Hawaii, però hi ha altres fonts que citen carreres realitzades moltes dècades abans d'aquest fet, que podrien considerés com un precedent del triatló actual.
Segons el triatleta, historiador i escriptor Scott Tinley, l'origen del triatló anecdòticament és atribuït a una cursa a França durant els anys 1920 -1930 que rebia els noms de: " Les trois sports", "La Course de Débrouillards" i "La course des Toc à Tout". Avui en dia, aquesta cursa se celebra cada any a França, a prop de Joinville-li-Pont, al cantó de Meulan.
En 1920 el diari francès "L'Auto" va informar sobre un concurs anomenat " Les Trois sports", que tenia l'ordre invers respecte al del triatló actual, amb un trot inicial de 3 km, al qual li seguien 12 km amb bicicleta i es finalitzava nedant al canal Marne. Les tres proves es duien a terme sense interrupció. També hi ha articles als diaris francesos sobre una cursa a Marsella el 1927. Hi ha un article de 1934 sobre " Les Trois sports" (els tres esports) a la ciutat de La Rochelle, una cursa amb: (1) natació (aproximadament. 200 m), (2) el ciclisme (10 km) al voltant del port de La Rochelle i el parc de Laleu, i (3) es finalitzava amb una carrera|cursa (1200 m) a l'estadi André Barbeau.
Amb aquesta base i amb episodis triatlètics aïllats en diferents parts del món (a Espanya hi va haver una experiència aïllada prèvia consistia bici-corre que va tenir lloc a la localitat càntabra de Castro Urdiales el 1968).
La triatló va començar la seva verdadera expansió arran de l'Iron Man a Hawaii, prova de gran fons que encara avui se celebra amb 3.800 metres nedant, 180 quilòmetres amb bicicleta i una marató (42,195 quilòmetres). Hawaii va suposar la professionalització del model organitzatiu i l'aparició televisiva de l'esport. I aquest llançament va servir per encoratjar a la resta de les iniciatives existents, latents o noves, que d'aquesta activitat esportiva hi havia al voltant del món.
Aviat es va veure que les distàncies que es donaven a l'illa eren no només difícils sinó gairebé impossibles de realitzar pel comú dels mortals i van començar a aparèixer triatlons de distàncies més humanitzades, mitges maratons i sobretot quarts d'Iron Man (1000, 40-50, 10-12). Aquesta va ser la verdadera explosió popular.
Amb multitud de proves a cada un dels països del món, la qual únic nexe d'unió era que els corredors participaven en totes elles, és a dir, sense res que articulés unes competicions amb les altres, va néixer la necessitat de donar-li forma aquest cos que anava creixent, alimentat només per l'energia que tenien dins els qui formaven part d'ell. I de seguida van néixer, almenys en Europa, associacions de triatletes (Conadet a França, la Comissió Espanyola de Triatló. Als Estats Units, les coses anaven per un derroter molt més comercial sota el paraigua de l'IWC).
De les associacions de triatletes a les federacions va caldre fer diversos passos. Creixement intern, amb l'assentament de clubs; l'aparició d'entrenadors i jutges, l'interès d'empreses patrocinadores i els mitjans de comunicació...
En la dècada dels 80, el triatló va anar creixent a poc a poc i es va fer popular. El 1989 es va fundar l'ITU (Federació Internacional de Triatló) en la localitat francesa d'Avinyó i es van disputar els primers Campionats del Món oficials. Es va establir que la distància olímpica anés d'1,5 km de natació, 40 km de ciclisme i 10 km de cursa a peu.
I el 1994, després de molt treball i esforç, es va fer el pas definitiu perquè el triatló fos reconegut com un esport en si mateix: en el Congrés del COI (Comitè Olímpic Internacional) celebrat a París, es va decidir que el triatló s'incorporés en el programa olímpic en els Jocs Olímpics d'Estiu de 2000 a Sydney.

## Reglament[8]
El triatló és un esport individual: cada atleta competeix contra el rellotge per a obtenir la millor marca. Com a tals, els atletes no estan autoritzats a rebre assistència de qualsevol altra persona dins o fora de la carrera, amb l'excepció de l'ajuda dels voluntaris designats per l'organització de l'esdeveniment, qui distribueixen aliments i aigua en el curs de la carrera. Això afecta també les tàctiques d'equip, tals com el "drafting", una tàctica de l'etapa del ciclisme, en la qual diversos ciclistes van en grup, en una propera distància (formant una filera generalment) per reduir la resistència de l'aire; tàctiques com aquestes no estan permeses.
Això ha començat a canviar amb la introducció de triatló en els Jocs Olímpics. Moltes curses de distància olímpica, inclosos les dels Jocs Olímpics i esdeveniments de la Copa Mundial de l'ITU, permeten ara el "drafting" durant l'etapa de ciclisme. Aquest canvi ha suscitat un ampli debat entre la comunitat del triatló, amb la sensació que els seus partidaris, es basen en la qual el seu ús apropa més al triatló a les normes internacionals del ciclisme, i la sensació dels opositors, qui sostenen que aquest element elimina els èxits assolits per un triatleta amb un bon nivell nedant, ja que els seus opositors amb un nivell inferior de natació tindrien la possibilitat d'assolir-lo durant el cicle del ciclisme. El "drafting" és permès oficialment per als esdeveniments professionals a nivell de l'ITU i els Jocs Olímpics. Tanmateix, la majoria dels esdeveniments d'aficionats no permeten l'ús de "drafting" per part dels seus participants
La presa de temps en el triatló està segmentat: 
- 1) des de l'inici de la natació fins al començament de la primera transició (temps de natació)
- 2) des del començament de la primera transició a la final de la primera transició (T1)
- 3) des de l'inici del ciclisme fins a en final de la seva etapa (Temps del ciclisme)
- 4) des del començament de la segona transició a la final de la segona transició (T2)
- 5) i, finalment, des del començament del trot, a la final de la cursa (Temps del trot), moment en què es completa el triatló. Els resultats es publiquen en general als llocs web oficials i es mostren per a cada triatleta el seu temps detallat; temps de cicle (amb transicions inclòs); temps d'execució, i el temps total. Algunes publicacions inclouen l'especificació del temps de les transicions en forma separada.

Altres normes del triatló varien de carrera en carrera i, en general, les descripcions de l'equip permissible (com els vestit de neoprè per a nadar, que es permeten en l'etapa de natació en algunes curses generalment quan la temperatura de l'aigua està per sota de 78 graus Fahrenheit o 26 °C), i prohibicions de la interferència entre els atletes.
Una regla important en el ciclisme és que el competidor ha de portar el seu casc posat abans que surti del parc tancat en el qual es duu a terme la transició, i haurà de romandre posat fins que el competidor baixi en la segona transició; el competidor pot retirar el seu casc en qualsevol moment, sempre que no estigui sobre la bicicleta (és a dir, durant la reparació d'un problema mecànic). L'incompliment d'aquesta norma donarà lloc a l'expulsió.
Hi ha altres normes que varien segons l'entitat organitzadora, com el temps màxim que pot demorar-se un atleta en cada etapa i en general, que parteix s'haurà de portar posat el número de competència, l'ús obligatori del casquet de natació lliurat pels organitzadors, la distribució dels llocs d'abastament i proveïment hídric i alimentari o el bloqueig de certs pinyons de la bicicleta en categories juvenils entre d'altres.

## Formats de cursa
| Nom prova        | Natació         | Ciclisme     | Carrera a peu | Notes                                                                                                 |
| ---------------- | --------------- | ------------ | ------------- | --- |
| Triatló infantil | 200 - 500 m     | 5-15 km      | 1-5 km        | Les distàncies varien segons l'edat dels participants.                                                |
| Super sprint     | 250 a 500 m     | 6,5 a 13 km  | 1,7 a 3,5 km  | Regulada per la ITU.                                                                                  |
| Sprint           | 750 m           | 20 km        | 5 km          | Regulada per la ITU.                                                                                  |
| Short            | 900 m           | 40 km        | 10 km         | |
| Estàndard        | 1500 m          | 40 km        | 10 km         | També coneguda com distància Olímpica o international distance. Regulada per la ITU.                  |
| Mitja distància  | 1900 a 3000 m   | 80 a 90 km   | 20 a 21 km    | També coneguda com middle distance, half-ironman o "mig ironman" o Ironman 70.3. Regulada per la ITU. |
| Llarga distància | 1.000 a 4.000 m | 100 a 200 km | 10 a 42,2 km  | Regulada per la ITU.                                                                                  |
| Ironman          | 3,8 km          | 180 km       | 42,195 km     | També coneguda com Ironman 140.6. La distància que es fa a peu és la de la marató.                    |

## El triatló als Jocs Olímpics
Aquest esport va fer el seu debut al programa dels Jocs Olímpics de Sídney l'any 2000, i va cobrir la Distància Olímpica (natació: 1500 m; bicicleta: 40 km; carrera a peu: 10 km).
La primera prova olímpica va comptar amb 48 dones i 52 homes, ja que la federació va establir una quota de participació de 100 atletes. Això va continuar igual a Atenes 2004, i es va incrementar a 110 atletes a Pequín 2008.

## Paratriatló
El paratriatló és una variant del triatló per a atletes amb discapacitat física. L'esport es regeix per la Federació Internacional de Triatló (ITU), i es durà a terme com un primer esdeveniment Paralímpic que se celebrarà en l'estiu de 2016 Jocs Paralímpics de Rio de Janeiro, Brasil. La Federació Internacional de Triatló (ITU), en el seu campionat anual, inclou una prova de distància amb una prova de natació de 750 metres; muntar amb bicicleta 20 quilòmetres utilitzant tricicles, bicicletes, o bicicletes tàndem de cadires de rodes o amb un guia, i una carrera a peu de 5 km. Els atletes competeixen en sis categories d'acord amb la naturalesa dels seus problemes físics. En els Jocs Paralímpics de Rio de Janeiro serà una prova sprint de 750 metres que consta de natació, ciclisme 20 km i 5 quilòmetres corrent. Des de la Federació Espanyola de Triatló s'està impulsant el triatló per a atletes amb discapacitat.